# Gaston de Gerlache de Gomery
Pour les autres membres de la famille, voir Famille de Gerlache.
Le baron Gaston de Gerlache de Gomery, né le 17 novembre 1919 à Bruxelles et mort le 13 juillet 2006 à Audenarde, est un juriste, officier, homme d'affaires et explorateur belge. Comme son père Adrien de Gerlache, il a dirigé des expéditions polaires en Antarctique.

## Biographie
Gaston de Gerlache de Gomery, né le 17 novembre 1919 à Bruxelles, est le fils du célèbre explorateur belge Adrien de Gerlache de Gomery et d'Élisabeth Höjer, de nationalité suédoise. En 1946, il épouse Anne-Marie van Oost, dite « Lily » (1923-2020), figure de la résistance belge au nazisme, fille de l'industriel et sénateur suppléant Georges van Oost et de Marie-Louise Douville de Franssu. Une de leurs filles épouse Jean-Baptiste de Franssu.
Durant la Deuxième Guerre mondiale, il s'engage comme volontaire au 1er régiment des Guides en mars 1940. Au terme de la campagne des 18 jours, qui voit l'occupation du territoire de la Belgique par l'armée allemande et la capitulation de l'armée belge, il est fait prisonnier de guerre et envoyé en Allemagne jusqu’à la fin de l’année. Il est toutefois relâché par les Allemands. En avril 1942, Gaston de Gerlache de Gomery rejoint le réseau de renseignement « Marc ». Dénoncé, il fuit la Belgique et rejoint la Grande-Bretagne via l'Espagne en mai 1943. Il s'engage alors, comme pilote, dans la section belge de la Royal Air Force (RAF). Après la guerre, il reste dans le cadre de réserve de la Force aérienne et atteindra le grade de lieutenant-colonel aviateur. Il sera par la suite président d'honneur de l'association des officiers de réserve de la Force Aérienne Belge
En 1942, il commence des études universitaires à l'Institut Saint-Louis à Bruxelles, qu'il termine après la guerre en devenant docteur en droit. Au cours de sa carrière professionnelle, il est engagé comme conseiller juridique puis est nommé directeur du groupe textile Alsberge et van Oost. Par la suite, il assume la présidence de la Fédération belge des textiles (Febeltex) de 1964 à 1967, puis de la Fédération européenne des textiles de 1969 à 1972. Il termine sa carrière comme président du groupe Assubel. Il s’implique aussi dans la politique locale comme bourgmestre de la petite commune de Mullem, en Flandre orientale, de 1952 à 1970. Il sera toutefois visé, à la fin de sa vie, par de pénibles procédures judiciaires contre le groupe Assubel dont il a été président.
Soixante ans après l'expédition du trois-mâts Belgica en Antarctique, sous la direction du commandant Adrien de Gerlache de Gomery, le commandant Gaston de Gerlache de Gomery, avec dix-sept compagnons, faisait flotter à nouveau le drapeau belge sur le continent Antarctique  Ils avaient quitté Anvers le 12 novembre 1957 à bord du Polarhav, chasseur de phoques norvégien, jaugeant 650 tonnes, et du Polarsirkel chargé de matériel, en vue d’établir une base d’observation scientifique à l’occasion de l’année géophysique internationale. Celle-ci avait été mise sur pied par le Conseil international des unions scientifiques avec un vaste programme d’observations géophysiques simultanées. C'est à partir d'une nouvelle base, la base Roi Baudouin, qu'eurent lieu les travaux et les explorations belges. De 1992 à 1999, il continue à promouvoir les expéditions antarctiques en tant que président du Comité national belge pour la recherche antarctique. Depuis, l'héritage polaire belge a été assumé par l'ingénieur Alain Hubert, explorateur et alpiniste, avec la station Princesse Elisabeth conçue selon des critères écologiques sous les auspices de la Fondation Polaire Internationale.
Les funérailles du baron Gaston de Gerlache ont eu lieu dans le petit village de Huise (Ardennes flamandes) où il vivait avec son épouse. Il repose dans le caveau familial à Gomery (près de Virton) où il possédait également un château.

## Filmographie
En 1961, il réalise le documentaire Plein sud, présenté en sélection officielle en compétition au festival de Cannes.
Peu de temps avant sa mort, le baron Gaston s'était confié pendant trois jours devant les caméras de son petit-fils Henri de Gerlache qui en a sorti début 2009 un DVD et un livre intitulés L'Antarctique en héritage.

## Distinctions
Belgique
- Commandeur de l'ordre de Léopold
- Grand officier de l'ordre de la Couronne
- Grand officier de l'ordre de Léopold II

 Pays-Bas
- Commandeur de l'ordre d'Orange-Nassau

 Vatican
- Chevalier de l'ordre du Saint-Sépulcre de Jérusalem.